# Jeremiah Brown
Jeremiah Brown (ur. 25 listopada 1985 w Hamilton) – kanadyjski wioślarz, wicemistrz olimpijski, brązowy medalista mistrzostw świata.  

## Osiągnięcia
- Mistrzostwa Świata – Bled 2011 – ósemka – 3. miejsce
- Igrzyska Olimpijskie – Londyn 2012 – ósemka – 2. miejsce